# Iakovți, Veliko Tărnovo
Iakovți (în bulgară Яковци) este un sat în comuna Elena, regiunea Veliko Tărnovo,  Bulgaria. 

## Demografie
Componența etnică a satului Iakovți
     Bulgari (97,22%)
     Nicio identificare (2,77%)
     Altele (0%)
La recensământul din 2011, populația satului Iakovți era de 36 locuitori. Din punct de vedere etnic, majoritatea locuitorilor (97,22%) erau bulgari. Pentru 2,77% din locuitori nu este cunoscută apartenența etnică.